# ألبرت راندولف روس
ألبرت راندولف روس (بالإنجليزية: Albert Randolph Ross) هو مهندس معماري أمريكي، ولد في 26 أكتوبر 1868، وتوفي في 27 أكتوبر 1948.